# Csong Gjonghva
Csong Gjonghva (Jeong Gyeong-hwa), hangul: 정경화, Nyugaton: Kyung-Wha Chung (Szöul, 1948. március 26. –) dél-koreai hegedűművész.

## Élete, munkássága
Csong 1948-ban született Szöulban. A család hét gyermeket nevelt, anyjuk tanította őket zongorázni. Mind a hét testvér zenélt, közülük rajta kívül még ketten lettek világhírű zenészek: Csong Mjonghun (Jeong Myeong-hun) zongorista, karmester és Csong Mjonghva (Jeong Myeong-hwa) csellista. Apjuk exportőr volt, anyjuk amatőr zongorista és klasszikus gitáros. A koreai háború miatt Puszanba menekültek, de a gyerekek oktatását ott is folytatták. A hét gyereknek összesen húsz zene- és nyelvtanára volt. „Szüleim zenekedvelők voltak” – nyilatkozta – „A zene az oktatás része volt, és otthon mindig volt muzsikálás". Csong Gjonghva (Jeong Gyeong-hwa) négy és fél évesen kezdett zongorázni, de hétéves volt, amikor felfedezte a hegedűt. „Csak ez a gyönyörű hang volt a fejemben, amit el akartam érni. A hegedű teljesen természetes volt számomra” – nyilatkozta. Tehetsége gyorsan a felszínre tört, csodagyereknek számított, és nyolcéves korára már ismert volt hazájában, kilencévesen Mendelssohn hegedűversenyét játszotta a Szöuli Filharmonikus Zenekarral. Megnyert pár koreai zenei versenyt, testvéreivel együtt járta az országot, Japánba is eljutott, szólistaként és együttesként is felléptek. 1961-ben New Yorkba utazott egyik már kinn tartózkodó lánytestvéréhez, és ösztöndíjjal a Juilliard School hallgatója lett, ahol 1971-ig Ivan Galamian mellett tanult. 1967-ben – Pinchas Zukermannal megosztva – első díjat nyert a Carnegie Hallban rendezett Edgar Leventritt versenyen. (Ilyen eredmény először született a verseny történetében.) Ezután szólistaként szerepelt a New York-i Filharmonikus Zenekar és a Pittsburghi Szimfonikus Zenekar mellett, és fellépett a Fehér Ház gálán is. 1970-ben debütált Londonban a Londoni Szimfonikus Zenekarral és André Previnnel, amikor a beteg Itzhak Perlman helyére ugrott be, Csajkovszkij Hegedűversenyét játszotta. Hatalmas sikert aratott, és 23 évesen korának egyik legnagyobb hegedűseként emlegették. Volt kritikus, aki Jasha Heifetz-cel és David Ojsztrahhal állította egy szintre. A siker nyomán számos koncertet szerveztek számára Nagy-Britanniában, és felvételi szerződést kötött a Decca lemezkiadóval. Bemutatkozó lemezén Csajkovszkij és Sibelius hegedűversenyét játszotta, a London Symphony Orchestrát André Previn vezényelte. Ezután több rangos hegedűoktatónál is tanult: Josef Gingoldnál, Szymon Goldbergnél, Paul Makanowitzkynél és főleg Szigeti Józsefnél.
Pályafutása során Észak-Amerika, Európa és a Távol-Kelet összes nagy zenekarával játszott, és olyan vezető karmesterekkel lépett fel, mint Claudio Abbado, Daniel Barenboim, André Previn, Charles Dutoit, Bernard Haitink, Riccardo Muti, Solti György, Lorin Maazel és bátyja, Csong Mjonghun (Jeong Myeong-hun), szonáta partnerei között megfordult Frankl Péter, Itamar Golan, Radu Lupu, Stephen Kovacevich és Krystian Zimerman. Testvérei, Csong Mjonghun (Jeong Myeong-hun) és Csong Mjonghva (Jeong Myeong-hwa) részvételével megalakította a Csong triót (Nyugaton Chung Trio), amellyel koncerteztek az Egyesült Államokban, Nagy-Britanniában, Hollandiában és Olaszországban, valamint hangfelvételeket készítettek. 1988-ban egy időre aláírt az EMI Classics kiadóval, és felvételeket készített az RCA-val és a Deutsche Grammophonnal is. Sikerei folyamatosak voltak, 1994-ben például a párizsi Champs-koncerten, amit  Pierre Boulez 70. születésnapjára rendeztek, nyolcszor tapsolták vissza, amikor Bartók Béla 2. hegedűversenyét játszotta. Az előadást rögzítette az EMI, és a felvétel Grammophon-díjat kapott. Az ezredfordulóig nagyon feszes hangversenyprogramot teljesített, évi 120 koncertet adott, de fiai miatt ezt lecsökkentette szezononkénti 60-ra.
2005 végén a karrierje megtorpanni látszott, amikor bal kezének mutatóujjával problémák adódtak. Hat hónapig tartott a gyógyulás, illetve a rehabilitáció, de az ujja még mindig nem volt tökéletes. Úgy döntött, hogy visszavonul a koncertezéstől. 2007-ben tanítani kezdett a Juilliard Schoolban, és két fiának New York-i nevelésére összpontosított. „Szeretném, ha büszkék lennének rám, mint anyára” – nyilatkozta. 2012-re, egy műtét után rendbe jött az ujja, és visszatért a színpadra. Számos hangversenyen szerepelt, és 2013-ban részt vett első hivatalos Ázsia-turnéján, amelynek során tizenöt ázsiai városban – köztük Szöulban, Tokióban és Pekingben – lépett fel. 2014 decemberében visszatért az európai koncertszínpadokra is. Először az Egyesült Királyságban szervezett országos turnén vett részt, amelynek a csúcsa a londoni Royal Festival Hall-beli koncert volt. 2016 júliusában a Verbier Fesztivál nyitókoncertjén szerepelt, ahol a Brahms Hegedűversenyét adta elő a Verbier Fesztiválzenekar és Charles Dutoit kíséretében. Lemezszerződést írt alá a Warner Classicsszal, amelynek első kiadása 2016-ban jelent meg, és Bach szólóhegedűs szonátáit és partitáit tartalmazta. Ennek a lemeznek az anyagát adta elő 2017-ben a tokiói Suntory Hallban, a londoni Barbicanban és a New York-i Carnegie Hallban. „A játékhoz való visszatérés csodálatos, folyamatos élmény” – nyilatkozta.
2007-től tanított a Juilliard Schoolban, 2008 és 2012 között a Juilliard Pre-College osztályának karán. Emellett a szöuli Ihva Női Egyetem zenei tanszékének professzora. Számos díjat és kitüntetést kapott, köztük a dél-koreai kormánytól a Polgári Érdemérmet, valamint a Ho Am Művészeti Díjat 40 éves hegedűs és oktatói karrierje elismeréseként.

## Művészete
Repertoárja széles és választékos, amit kiterjedt diszkográfiája is tükröz. Lemezein játssza többek között Bach, Vivaldi, Bartók, Beethoven, Brahms, Berg, Bruch, Elgar, Mendelssohn, Saint-Saëns, Sibelius, Csajkovszkij és Walton szerzeményeit. Számos kiváló albumot készített, közülük Grammophon-díjas lett 1989-es, Strauss és Respighi hegedűszonátáit tartalmazó lemeze, amin Krystian Zimermannal játszik együtt, a másik az 1994-es Bartók-lemez, amelyen a második hegedűversenyt és a két hegedűrapszódiát játssza a City of Birmingham Symphony Orchestra és Simon Rattle társaságában. A Csong trió tagjaként testvéreivel együtt az Egyesült Nemzetek Szervezetének első koreai jószolgálati drogellenes nagykövete lett. Tagja a Dél-Korea kulturális gazdagításával foglalkozó elnöki bizottságnak, és a Better World jószolgálati nagykövete az afrikai gyermekmentő projektben. A phjongcshangi Great Mountains Music Festival & School művészeti vezetője.
Csong Gjonghvát az egész világon generációjának egyik legjobb hegedűseként tartják nyilván. Szenvedélye, zeneisége és az átélés hőfoka miatt dicséri a kritika és a publikum, a hegedűirodalom egyedülállóan kifejező interpretációi révén a legmagasabb művészi szintre emelkedett. A The Sunday Times a 20. század második felének egyik legkiemelkedőbb hegedűsének nevezte. Sokan az első ázsiai klasszikus zenei szupersztárnak tekintik, aki utat nyitott sok más ázsiai zenész előtt, mint például Lang Lang és Vang Jü-csia.
Egy 1734-ből származó „Rode” Guarneri del Gesù hegedűn játszik, de van egy 1735-ös „Kubelik, Ferni” del Gesùja is. Szerinte a Rode-nak „melegebb hangja van”, ellentétben a Kubelik „koncentráltabb” hangjával. Vonói François Tourte és Adam gyártásúak.

## Magánélete
Csongnak két fia van (Frederick és Eugene) a Geoffrey Leggett brit üzletemberrel 1984-ben kötött, ám válással végződött házasságából. Mindkét fiú megtanult koreaiul, és mindketten tanultak zenét is.

## Felvételei
Válogatás a Discogs listája alapján (a Csong trió nélkül).
| Megjelenés | Tartalom | Közreműködők                                                                                             | Kiadó               |
| ---------- | --- | --- | ------------------- |
| 1970       | Csajkovszkij, Sibelius: Violin Concertos | London Symphony Orchestra, André Previn                                                                  | Decca               |
| 1972       | Bruch: Violin Concerto; Scottish Fantasia | Royal Philharmonic Orchestra, Rudolf Kempe                                                               | Decca               |
| 1973       | Walton, Stravinsky: Violin Concertos | London Symphony Orchestra, André Previn                                                                  | Decca               |
| 1975       | Bach: Partita No. 2 in D Minor; Sonata No. 3 in C Major                                                                                       | | Decca               |
| 1977       | Elgar: Violin Concerto | London Philharmonic Orchestra, Solti György                                                              | Decca               |
| 1977       | Bartók Béla: Violin Concerto No.2 | London Philharmonic Orchestra, Solti György                                                              | Decca               |
| 1980       | Beethoven: Violin Concerto | Vienna Philharmonic, Kirill Kondrasin                                                                    | Decca               |
| 1982       | Csajkovszkij, Mendelssohn: Violin Concertos                                                                                                   | Orchestre Symphonique de Montréal, Charles Dutoit                                                        | Decca               |
| 1984       | Smetana: La Novia Vendida, El Moldava; Bruch: Fantasía Escocesa                                                                               | Orquesta Filarmónica de Israel, Royal Philharmonic Orchestra, Kertész István, Rudolf Kempe               | Decca               |
| 1987       | Con Amore (Brahms, Kreisler, Elgar…) | | Decca               |
| 1989       | Richard Strauss, Ottorino Respighi: Violinsonaten                                                                                             | Krystian Zimerman                                                                                        | Deutsche Grammophon |
| 1991       | Saint-Saëns: Danse Macabre, La Jeunesse D'Hercule, Le Rouet D'Omphale, Marche Héroïque, Havanaise, Introduction et Rondo Capriccioso, Phaéton | Philharmonia Orchestra, Charles Dutoit                                                                   | Decca               |
| 1992       | Beethoven, Bruch: Violin Concertos | Royal Conrtgebow Orchestra, The London Philharmonic, Klaus Tennstedt                                     | EMI Classics        |
| 1994       | Bartók Béla: Violin Concerto No. 2, Rhapsodies Nos. 1 & 2                                                                                     | City of Birmingham Symphony Orchestra, Simon Rattle                                                      | Decca               |
| 1996       | Berg: Violinkonzert; Kammerkonzert | Chicago Symphony Orchestra, Solti György, London Sinfonietta, David Atherton, Paul Crossley, Pauk György | Decca               |
| 1998       | Brahms: Violin Sonatas Nos. 1–3 | Frankl Péter                                                                                             | EMI Classics        |
| 2001       | Brahms: Violinkonzert, Beethoven: Symphonie 5                                                                                                 | Wiener Philharmoniker, Simon Rattle                                                                      | Decca               |
| 2003       | Bartók: Piano Concerto Nos.1–3; Violin Concerto Nos. 1–2                                                                                      | Vladimir Ashkenazy, London Philharmonic Orchestra, Solti György                                          | Decca               |
| 2011       | Felix Mendelssohn-Bartholdy: Violin Concerto, Symphony No. 4 'Italian', Overture 'The Hebrides'                                               | Orchestre Symphonique de Montréal, Charles Dutoit                                                        | Decca               |
| 2013       | Schubert: Violin Sonata No. 4 & Fantasy; Schumann: Violin Sonata No. 2; J.S. Bach: Air                                                        | Itamar Golan                                                                                             | King International  |
| 2016       | Bach: Sonatas & Partitas | | Warner Classics     |
| 2018       | Beau Soir (Fauré, Franck, Debussy) | Kevin Kenner                                                                                             | Warner Classics     |